# Lakros
Lakros (také psáno lacrosse) je kolektivní sport pocházející od severoamerických indiánů. Dva týmy hrají na hřišti s lakrosovými holemi se síťkou (lakrosky), ve kterých hráči nosí míček, přihrávají si a snaží se jím trefit do branky druhého týmu.

## Historie
Lakros vznikl v Severní Americe v oblastí Velkých jezer již před několika stoletími. Tento sport byl založen indiánským kmenem Irokézů, kteří ho nazývali „tewaarathon“ (mohawkština). Algonkinští indiáni mu říkali „baggataway“ (odžibwejština), což v překladu znamená „malý bratr války“. Lakros sloužil indiánům jako alternativa k válce při řešení sporů, ale i k udržení kondice. Označení lacrosse vymysleli až francouzští misionáři. Tento název má původ ve francouzském „la crosse“ („biskupská berla“), neboť původní indiánská lakrosová hůl svým zahnutím připomínala misionářům berlu biskupa.

## Dnešní doba
Postupem časů se vyvinuly další verze hry. Američané odvodili verzi fieldlakros, Kanaďané vymysleli boxlakros. V Česku se také hraje verze český lakros, který má svá specifika. Na první pohled se odlišuje tím, že se hraje jednoručně. Bezkontaktní verzí je interkros, který je určen především pro děti. V posledních letech vznikla další verze určená pro Olympijské hry, tzv. šestkový lakros (Sixes), která je kombinací všech výše uvedených. Tato verze získává po celém světě velkou popularitu.
Jednotlivé verze her se od sebe liší velikostí hřiště, počtem hráčů a způsobem, jakým je možné odebrat soupeři míč. Například interkros je zcela bezkontaktní sport, kdy se soupeři nesmí dotýkat. Naopak fieldlakros a boxlakros je kontaktní sport. V ženském lakrosu je povolen určitý kontakt.

## Druhy lakrosu

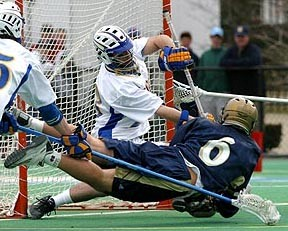
Fieldlakros

### Fieldlakros
Fieldlakros hrají týmy s devíti hráči v poli a brankářem. Hraje se na čtvrtiny, každá na 15 minut hrubého času. Hřiště svou velikostí odpovídá fotbalovému hřišti, povrch může být jak tráva přírodní, tak i umělá. Hřiště je rozděleno na útočnou a obrannou polovinu, přičemž na útočné musí být vždy minimálně tři hráči a na obranné 4 hráči (brankář + 3 nebo 4 bez brankáře). Dále jsou tu dvě rest-lines (čáry vymezující vzdálenost od středové čáry), kam se hráči staví při vhazování (face-off) (viz níže). To také odpovídá rozdělení hráčů na obránce, útočníky a středopolaře, kteří se pohybují na obou polovinách (ale i obránce může přejít na útočnou polovinu a útočník na obrannou, většinou však takto přecházejí středopolaři). Hráči jsou vybaveni chrániči – povinná výbava je helma a rukavice, zbytek dle vlastního uvážení (obvykle se používají chrániče loktů, ledvin a suspensoru). Na nohy chrániče nejsou.
Hra začíná vhazováním (face-off) – 2 hráči na středu bojují o míč a pomoci jim mohou jen 4 další středopolaři. Až někdo míč získá (posession), do hry se zapojují i ostatní hráči. Face-off se provádí i po vstřelení gólu. Fieldlakros je především taktická hra, není tak kontaktní jako boxlakros. Útočící hráči se většinou snaží přehrát obranu soupeře pomocí předem nacvičených signálů, rychlých a přesných nahrávek, čímž obvykle donutí obránce soupeře chybovat a těží pak z této chyby. Brání se především zónově, uprostřed zóny je pak osobní obrana s dlouhou holí (viz dále). Obránci získávají míč vyseknutím z hole soupeře, sražením protihráče s míčem k zemi nebo vybojováním po chybě (např. špatná přihrávka) útočících hráčů.
Hůl na fieldlakros je stejná jako na boxlakros – skládá se z kovové tyče (z různých slitin) o délce přibližně 1 metr, obránci mohou mít hůl dlouhou až 1,8 metru (přičemž takto vybavení obránci mohou být na hřišti pouze čtyři najednou). Na konci hole je „hlava“, která má umělohmotný pevný obrys a je vypletena síťkou, do níž se chytá míč. Ten je přibližně stejně velký jako tenisák, jeho váha je zhruba stejná jako váha hokejového puku a dobře skáče.

#### Soutěže v Česku
Nejvyšší soutěží ve fieldlakrosu v ČR je Národní fieldlakrosová liga (NFLL) pořádaná od roku 1992 Českou lakrosovou unií. Nejúspěšnějšími týmy soutěže jsou LC Custodes Radotín a SK Lacrosse Jižní Město, kteří získali titul osmkrát. Od roku 2008 funguje NFLL také jako nadnárodní soutěž, neboť se jí účastní také týmy ze Slovenska a Rakouska.

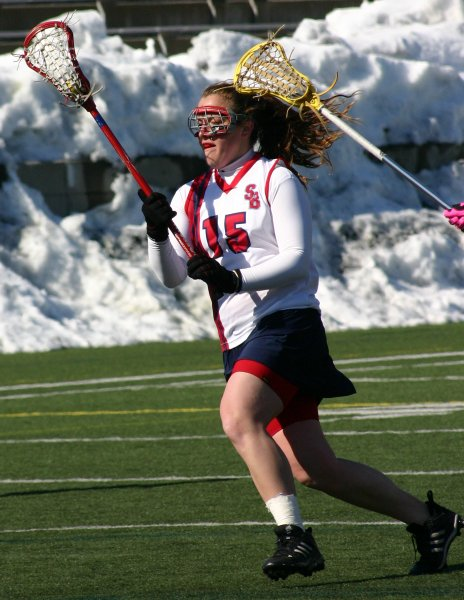
Ženský lakros

### Ženský lakros
Ženský lakros je velmi zjednodušeně fieldlakrosem pro ženy, hraje se rovněž na fotbalovém hřišti, ale velmi se liší pravidly. Dospělé hráčky v poli musí mít chrániče zubů, dobrovolně chrániče očí (lakrosové brýle), které jsou pro hráčky do 18 let povinné.
Mistrovství světa v ženském lakrosu se uskutečnilo ve dnech 17. – 27. června 2009 v Praze, ve sportovním areálu Slavia.

### Boxlakros
Boxlakros hrají týmy po pěti hráčích v poli a jednom brankáři. Hra se hraje na periody, 4x 15 minut čistého času. Hraje se na hřišti velikosti hokejového hřiště, nejčastěji na umělém trávníku. Hráči mají chrániče na horní část těla, tj. hruď, ledviny, lokty, ruce, hlavu. Hra začíná takzvaným „face-off“. Při něm se za tzv. restraining lines (třetiny) postaví 4 hráči z každého týmu (nejčastěji 2 na obrannou a 2 na útočnou třetinu) a jeden hráč jde doprostřed na face. Po face se jedna strana zmocní míče a má 30 sekund na střelu na bránu, z čehož je deset sekund na překročení poloviny hřiště. Protihráči se snaží získat míč.

#### Soutěže v Česku
Nejvyšší soutěží v boxlakrosu v ČR je Národní boxlakrosová liga pořádaná od roku 1987 Českou lakrosovou unií. Nejúspěšnějšími týmy jsou SIS Smíchov, Zbraslav a LC Jižní Město. Pořádá se i 2.liga. Pro juniory je určena JBL (Juniorská box-lakrosová liga), která je rozdělena na věkové kategorie U10, U12 a U14. Další významnou českou soutěží i prestižní boxlakrosovou událostí v Evropě je Memoriál Aleše Hřebeského pořádaný lakrosovým klubem LC Custodes Radotín na památku jeho hráče, který se na podzim roku 1993 stal zbytečnou obětí dopravní nehody.

### Interkros
Interkros se hraje ve čtyřech hráčích v poli a jedním brankářem. Hraje se na tři třetiny po 15 minutách na hřišti pokud možno 20 × 40 m, většinou v tělocvičně, ale i na venkovní umělé trávě. Hráči nepotřebují žádné chrániče (někteří mají chrániče na oči, plastové brýle), protože hráči se soupeře nesmí ani dotknout. Hráči mají kovové tyče (výjimečně ještě dřevěné) s kompletní umělohmotnou „hlavou“. Míče jsou větší než u ostatních druhů lacrossu a jsou lehčí. V intercrosu není žádný face ani vhazování. Hráči si jednoduše na začátku hřiště střihnou a kdo vyhraje, má míč. V této verzi padá velmi mnoho gólů, ale samozřejmě záleží na brankáři a na schopnostech hráčů. Konečný výsledek může činit například 35:25, ale také 12:15. Doba na útok je omezena na 30 sekund, míč v držení hráče na 3 sekundy, což činí interkros velmi rychlou a napínavou hrou. Interkros hrají muži i ženy společně, nicméně na úrovni mistrovství světa jsou soutěže oddělené.

### Český lakros
V České republice vznikl další typ lakrosu, kterému se příznačně přezdívá „český lakros“. Hraje se v pěti hráčích v poli a jedním brankářem na dvě poloviny po 25 minutách. Branky jsou od sebe vzdáleny 50 m a mají rozměr 183 × 183 cm. Uprostřed vzdálenosti mezi brankami je středová čára dlouhá 30 m opatřená praporky, mezi kterými se vždy musí probíhat. Hřiště nemá autové čáry. Od ostatních lakrosů se liší tím, že lakrosová hůl (lakroska) se drží jen v jedné ruce a je kratší. Lakroska měří 60–100 cm, „hlava“ může činit max. 1/3 hole a šíře hlavy je 13–20 cm.
Poprvé se v ČSR hrál již v roce 1936 mezi tehdejšími československými woodcraftery. Lakrosky se tehdy tradičně vyráběly z lískového či vrbového proutí a vyplétaly se provázkem (dnes již jsou ovšem duralové). Až teprve v roce 1978 založily skautské a trampské týmy pravidelnou ligovou soutěž lakrosu a o rok později bylo založeno SALH – Sdružení amatérských lakrosových hráčů. Jako samostatná sportovní organizace bylo SALH zaregistrováno až v roce 1990. V současné době existují 2 pražské mužské ligy, 1 pražská ženská & žákovská liga a 2 moravské ligy (druhá je často smíšená). V červnu se navíc hraje Mistrovství ČR, kam postupuje 8 nejlepších mužských týmů (6 pražských, 2 moravské) a 4 nejlepší ženské týmy.
Tento typ lakrosu se v ČR stále hraje i mimo ligovou soutěž, v turistických, skautských a indiánských oddílech. Náklady na základní výbavu jsou poměrně nízké.